# 降巴克珠
降巴克珠（藏語：འབྱམས་པ་མཁས་གྲུབ，威利转写：'byums pa mkhas grub；1989年3月—），四川省康定市呷巴乡铁索村人，藏族，中国共产党党员。中国人民解放军北部战区陆军军官、第十三届全国人民代表大会解放军和武警部队代表。

## 生平
降巴克珠的祖父罗布长寿、父亲罗布扎西都曾是军人。祖父罗布长寿出身农奴。1950年3月，康定解放后，获得自由身份。1952年，成为甘孜军分区某团战士，参加中国共产党，担任班长、副排长职务。1956年，祖父罗布长寿与祖母丹真翁姆成婚。同年，罗布长寿参加道孚县、得荣县的剿匪行动。后在行动中为掩护战友牺牲，做为革命烈士，追记个人二等功。父亲罗布扎西在成都军区参军入伍，曾参加对越作战，荣立个人三等功。1982年，复员回乡务农。
2005年，上初二的降巴克珠因家庭困难缀学。当过当地的代课老师。2006年12月，降巴克珠参军入伍，服役于沈阳军区第16集团军某旅，部队驻地吉林省通化市。2008年7月，降巴克珠加入中国共产党。他通过自学取得大专文凭。曾连续六年被该部评为“优秀士兵”，先后被评为“学习向南林先进个人”、“十佳优秀共产党员”，被集团军评为“特战精兵”，被沈阳军区评为“爱军精武标兵”，荣立一等功2次，二等功、三等功各1次。所带班被旅评为“基层建设先进班”，荣立集体三等功2次。2013年4月，降巴克珠获得驻地通化市“十大杰出青年”表彰，入选吉林省十大杰出青年。同年8月，保送进入合肥的陆军军官学院学习。
2018年，降巴克珠被选为解放军和武警部队出席第十三届全国人民代表大会代表。2022年时，降巴克珠在中国人民解放军陆军第七十八集团军某合成旅担任连长职务。照片显示军衔为“一杠三星”，上尉。